# Гагаринский старт
Площа́дка № 1 или «Гага́ринский старт» — пусковая площадка на космодроме «Байконур», с которой были осуществлены первый космический запуск и первый полёт человека в космос. 4 октября 1957 года с неё запущен первый искусственный спутник Земли, а 12 апреля 1961 года с неё стартовал космический корабль «Восток» с лётчиком-космонавтом Юрием Алексеевичем Гагариным на борту. 
Первый успешный пуск с площадки осуществлён 21 августа 1957 года (межконтинентальная баллистическая ракета Р-7). Площадка часто использовалась в советской космической программе для пилотируемых и беспилотных заданий с помощью ракет-носителей семейства Р-7, созданных на основе первой советской межконтинентальной баллистической ракеты Р-7.
Сейчас находится в управлении Роскосмоса. До конца 2010-х годов несла основную нагрузку по запуску пилотируемых кораблей «Союз» и беспилотных грузовых кораблей «Прогресс» к Международной космической станции.
14 мая 2018 года появилась информация, что запланирован вывод пусковой площадки из эксплуатации и перевод её в режим консервации.
С 2017 по 2019 годы с площадки осуществлялись запуски только РН «Союз-ФГ». После запуска последнего «Союза-ФГ» 25 сентября 2019 года стартовая площадка закрылась на модернизацию для пусков РН «Союз-2».
Модернизировать стартовую площадку не планируется из-за недостатка финансированияː

«Наши надежды на то, что в триумвирате Россия-Казахстан-ОАЭ мы получим результат и дополнительное финансирование, не увенчались успехом… Думаю, что пока „Гагаринский старт“ будет стоять как напоминание о великой советской космонавтике и укором тем, кто сделал космос объектом своих политических капризов».— Дмитрий Рогозин, глава «Роскосмоса, 12 апреля 2022 года
В 2023 году принято решение не модернизировать площадку под ранее планировавшиеся запуски РН «Союз-2», она окончательно выведена из эксплуатации и будет музеефицирована.

## История
Стартовая площадка для первого в мире полёта человека в космос, совершённого Юрием Гагариным на корабле «Восток-1» в 1961 году, была названа Площадкой № 1.
17 марта 1954 года Совет министров СССР дал указания нескольким министерствам к 1 января 1955 года выбрать место для строительства полигона для испытаний ракеты Р-7. Специальная рекогносцировочная комиссия рассмотрела несколько возможных географических регионов и выбрала Тюратам в Казахской ССР. Этот выбор был утверждён 12 февраля 1955 года Советом министров, окончание строительства нового полигона было намечено на 1958 год.
Работы по строительству Полигона № 1 начались 20 июля 1955 года силами сапёров. Днём и ночью на площадке работало более 60 мощных грузовиков; в день выкапывалось и вывозилось 15 000 кубических метров земли, а общий объём перемещаемого грунта оценивался в 750 000 кубических метров. В зимний период для земляных работ широко использовалась взрывчатка. К концу октября 1956 года были завершены все основные здания и монтаж инфраструктуры для испытаний межконтинентальной ракеты Р-7. Оперативно был построен монтажно-испытательный корпус, названный «Площадка № 2», от него была проложена специальная железная дорога к пусковой «Площадке № 1».
К апрелю 1957 года все оставшиеся работы были завершены, и площадка была готова к пускам.
Ракета Р-7 совершила свой первый полёт с «Площадки № 1» 15 мая 1957 года. 4 октября 1957 года с площадки был произведён запуск первого в мире искусственного спутника Земли «Спутник-1». Впоследствии с площадки были осуществлены пилотируемые космические полёты: полёт Юрия Гагарина, полет Валентины Терешковой и множество других пилотируемых космических полётов, включая все советские и российские пилотируемые полёты на орбитальную станцию «Мир».
С 1957 по 1966 год с площадки, помимо запусков космических аппаратов, осуществлялись тренировочные запуски стратегических межконтинентальных баллистических ракет военного назначения. К 2000-м годам с площадки было произведено более 400 пусков. 2 сентября 2015 года состоялся 500-й запуск с этой площадки ракеты-носителя «Союз ТМА-18М».
В 1961 году в связи с растущим графиком запусков советской космической программы на Байконуре была введена в эксплуатацию аналогичная по конструкции площадка ЛК-31/6. «Площадка № 1» была основной площадкой для пилотируемых запусков, а с ЛК-31/6 периодически осуществлялись полёты транспортных кораблей «Союз». В первые годы своего существования площадка несколько раз подвергалась существенным разрушениям в результате взрывов ракет-носителей.
По состоянию на 2021 год последней аварией, произошедшей на площадке или рядом с ней, была попытка запуска корабля «Союз Т-10-1» в сентябре 1983 года, закончившаяся катастрофой, когда ракета-носитель загорелась во время предстартовой подготовки и взорвалась, нанеся серьёзный ущерб, в результате чего «Площадка № 1» почти на год вышла из строя.
В 2019 году «Гагаринский старт» провёл два последних запуска с экипажем в июле и сентябре перед запланированной модернизацией под запуск ракет «Союз-2», первый запуск которой запланирован на 2023 год. Вместо «Гагаринского старта» для полётов с экипажем будет использоваться новая ракета «Союз-2», которая запускается с площадки ЛК-31/6 (Площадка 31).
Последним пуском с «Гагаринского старта» стал запуск к МКС корабля «Союз МС-15», стартовавшего 25 сентября 2019 года.

## Список некоторых запусков
К 1988 году с Гагаринского старта было запущено более 250 ракет.
В таблице ниже указаны некоторые из запусков. Дата указывается исходя из точного времени пуска по московскому декретному (зимнему) времени.
| Дата                  | Ракета-носитель | Полезная нагрузка (тип) | Космодром / Стартовый комплекс | SCD/COSPAR        | Результат |
| --------------------- | --------------- | ----------------------- | ------------------------------ | ----------------- | --- |
| 4 октября 1957 года   | 8К71ПС          | ПС-1                    | Байконур 1/5                   | 00002 / 1957-001B | Успех. Запущен первый искусственный спутник Земли. |
| 3 ноября 1957 года    | 8К71ПС          | ПС-2                    | Байконур 1/5                   | 00003 / 1957-002A | Успех |
| 23 сентября 1958 года | 8К72            | Е-1-1                   | Байконур 1/5                   |                   | Авария РН |
| 12 октября 1958 года  | 8К72            | Е-1-2                   | Байконур 1/5                   |                   | Авария РН |
| 4 декабря 1958 года   | 8К72            | Е-1-3                   | Байконур 1/5                   |                   | Авария РН |
| 2 января 1959 года    | 8К72            | Луна-1                  | Байконур 1/5                   |                   | Первый успешный запуск АМС, хотя основная задача не выполнена. |
| 12 сентября 1959 года | 8К72            | Луна-2                  | Байконур 1/5                   |                   | Успех. АМС Луна-2 достигла поверхности Луны |
| 12 апреля 1961 года   | 8К72К           | «Восток-1»              | Байконур 1/5                   | 00103 / 1961-012A | Успех. Первый в мире полёт человека в космос. |
| 6 августа 1961 года   | 8К72К           | «Восток-2»              | Байконур 1/5                   | 00168 / 1961-019A | Успех |
| 27 июня 1983 года     | Союз-У          | Союз Т-9                | Байконур 1/5                   | 14152 / 1983-062A | Успех |
| 26 сентября 1983 года | Союз-У          | Союз Т-10-1             | Байконур 1/5                   |                   | Авария РН. За 48 с до старта корабля с экипажем произошло загорание ракеты-носителя. Корабль с помощью системы аварийного спасения был отделен от ракеты и благополучно приземлился на парашюте на безопасном расстоянии |
| 6 июня 1985 года      | Союз-У2         | Союз Т-13               | Байконур 1/5                   | 15804 / 1985-043A | Успех |
| 5 февраля 2014 года   | Союз-У          | Прогресс М-22М          | Байконур 1/5                   | 39506 / 2014-005A | Успех |
| 26 марта 2014 года    | Союз-ФГ         | Союз ТМА-12М            | Байконур 1/5                   | 39622 / 2014-013A | Успех |
| 9 апреля 2014 года    | Союз-У          | Прогресс М-23М          | Байконур 1/5                   | 39648 / 2014-018A | Успех |
| 7 июля 2016 года      | Союз-ФГ         | Союз МС-01              | Байконур 1/5                   |                   | Успех |
| 17 ноября 2016 года   | Союз-ФГ         | Союз МС-03              | Байконур 1/5                   |                   | Успех |
| 1 декабря 2016 года   | Союз-У          | Прогресс МС-04          | Байконур 1/5                   |                   | Авария РН |
| 22 февраля 2017 года  | Союз-У          | Прогресс МС-05          | Байконур 1/5                   |                   | Успех |
| 20 апреля 2017 года   | Союз-ФГ         | Союз МС-04              | Байконур 1/5                   |                   | Успех |
| 28 июля 2017 года     | Союз-ФГ         | Союз МС-05              | Байконур 1/5                   |                   | Успех |
| 13 сентября 2017 года | Союз-ФГ         | Союз МС-06              | Байконур 1/5                   |                   | Успех |
| 17 декабря 2017 года  | Союз-ФГ         | Союз МС-07              | Байконур 1/5                   |                   | Успех |
| 21 марта 2018 год     | Союз-ФГ         | Союз МС-08              | Байконур 1/5                   | 43238 / 2018-026A | Успех |
| 6 июня 2018 год       | Союз-ФГ         | Союз МС-09              | Байконур 1/5                   | 43493 / 2018-050A | Успех |
| 11 октября 2018 год   | Союз-ФГ         | Союз МС-10              | Байконур 1/5                   |                   | Авария РН. Корабль с помощью системы аварийного спасения был отделен от ракеты и благополучно приземлился на парашюте на безопасном расстоянии                                                                           |
| 16 ноября 2018 год    | Союз-ФГ         | Прогресс МС-10          | Байконур 1/5                   | 43702 / 2018-091A | Успех |
| 3 декабря 2018 год    | Союз-ФГ         | Союз МС-11              | Байконур 1/5                   | 43756 / 2018-098A | Успех |
| 14 марта 2019 год     | Союз-ФГ         | Союз МС-12              | Байконур 1/5                   | 44069 / 2019-013A | Успех |
| 20 июля 2019 год      | Союз-ФГ         | Союз МС-13              | Байконур 1/5                   |                   | Успех |
| 25 сентября2019 год   | Союз-ФГ         | Союз МС-15              | Байконур 1/5                   |                   | Успех |

## Галерея
- Запуск КК Союз ТМА-16 с площадки №1 30 сентября 2009 года к МКС.
- Вид на Гагаринский старт на восходе перед выкаткой ракеты с КК Союз ТМА-13, 10 октября 2008 года.
- Вид со спутника
- Перед запуском 2009 год